# 센이조노코토바오나라베테모
《천 이상의 말을 늘어 놓아도...》(일본어: 千以上の言葉を並べても... 센이조노코토바오나라베테모[*])는 GARNET CROW의 네 번째 싱글이다. 2000년 9월 27일 GIZA studio에서 발매되었다. 3개월 연속 싱글 발매의 첫 번째 작품. 원래 4번째 싱글로〈Rhythm〉이 발매될 예정이었지만, 제작상의 문제로 이 곡이 발매되게 되었다.
현재 GARNET CROW의 싱글 중 유일하게 생산이 중지된 싱글이다.

## 수록곡
1. 천 이상의 말을 늘어 놓아도...
2. blue bird
3. 천 이상의 말을 늘어 놓아도... (instrumental)

## 차트 성적
- 최고순위 42위 (오리콘)